# Metro Bank
Metro Bank es un banco minorista que opera en el Reino Unido, fundado por Vernon Hill en 2010. Al momento de su lanzamiento, fue el primer nuevo banco minorista ("High Street Bank") en el Reino Unido en más de 150 años. 

## Historia
Su licencia fue concedida por Financial Services Authority el 5 de marzo de 2010, siendo el primer banco minorista al que se le ha concedido tal licencia por más de 150 años. Se planea abrir entre 200 y 250 sucursales en Gran Londres en 10 años a partir de la puesta en marcha. Su primera sucursal abrió sus puertas el 29 de julio de 2010 en Holborn.
En 2012, Metro Bank recaudó $ 200 millones adicionales en financiamiento de inversionistas incluyendo Fidelity y SAC Capital Advisors, así como los inversionistas de bienes raíces de Nueva York como LeFraks y David y Simon Reubens. En el mismo año, la revista Forbes informó que la sucursal de Metro de la sucursal de Holborn había obtenido 200 millones de dólares en depósitos.
El 2 de mayo de 2013, el Daily Telegraph informó que tras una pérdida de 8,8 millones de libras en el primer trimestre de 2013, las pérdidas antes de impuestos habían superado los 100 millones de libras esterlinas en menos de tres años desde su lanzamiento, pero el banco indicó que éstos fueron planeados y "son el resultado de sus iniciativas de crecimiento".
En una entrevista con el Financial Times, Hill dijo que "el banco estaba en línea con el plan de negocios para hacer crecer rápidamente esta empresa", agregó.
El banco incrementó sus cuentas en un 50% en el primer semestre de 2013 por un total de 200.000 cuentas de clientes, incluyendo 15.000 cuentas de negocios. El objetivo era que 200 sucursales en el Reino Unido estuvieran abiertas en el futuro.

### Gestión
Hill recibió el premio Free Enterprise Award en abril de 2013. La organización lo citó como "un empresario notable que ha identificado una clara oportunidad y entró en la escena bancaria del Reino Unido en un momento en que el sector ha estado bajo constante fuego". El director ejecutivo Craig Donaldson, comenzó su carrera en el Barclays en 1995. Más tarde trabajó para el Banco Real de Escocia donde conoció a Hill. Juntos decidieron establecer un equivalente en el Reino Unido a lo que se conoce como "Commerce Bancorp". En el 2015 Michael Snyder se unió al directorio de Metro Bank con la misión de desarrollar las operaciones de pequeñas empresas.